# فقر الدم الانحلالي
فقر الدم الانحلالي أو أنيمية انحلالية أو فقر دم من تحلل كرات الدم (بالإنجليزية: Hemolytic anemia)‏:- فقر الدم هو نقص في عدد أو اختلال في وظيفة كرات الدم الحمراء, ويحدث فقر الدم الانحلالي نتيجة تكسّر كرات الدم الحمراء قبل اكتمال فترة عمرها الطبيعية وهي 120 يوم.وتظهر أعراض فقر الدم الانحلالي عند فشل نخاع العظام في تعويض نقص عدد خلايا الدم الحمراء نتيجة التكسّر. يمكن أن يحدث فقر الدم الانحلالي كمرض وراثي أو كنتيجة للتعرض لبعض الأدوية المؤكسدة، الفول، الإصابة ببعض الأمراض المعدية أو بالمناعة الذاتية ويسمى عندها فقر الدم الانحلالي بالمناعة الذاتية. تظهر أعراض فقر الدم إما بشكل تدريجي ومزمن أو حاد ويتوقف العلاج على سبب وشدة حالة المصاب بالمرض.

## الأسباب والأنواع
يمكن أن يحدث فقر الدم الانحلالي كمرض وراثي (ينتقل من الأبوين إلى الأبناء) أو كنتيجة لعوامل مكتسبة (غير منتقلة من الآباء للأبناء) وقد لا يعرف بالضبط سبب حدوث فقر الدم الانحلالي لدى بعض المرضى.

### فقر الدم الانحلالي الوراثي
يحدث نتيجة وجودة خلل في الجين المسئول عن عملية تخليق كرات الدم الحمراء، هذا الخلل يمكن أن يكون في تصنيع غشاء الخلية أو تصنيع بعض الإنزيمات داخلها أو في تصنيع الهيموغلوبينHb. وينتج عن أي من ذلك اضطراب في وظيفة كرات الدم الحمراء وهي حمل ونقل الأكسجين إلى أنسجة وخلايا الجسم كلها.

وهناك العديد من الأمراض والمتلازمات الوراثية التي تسبب حدوث فقر الدم الانحلالي الوراثي منها:
1. كثرة الكريات الحمر الكروية الوراثي 

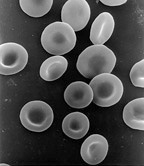
خلية الدم الحمراء السليمة

وفيه يتم إنتاج كرات دم حمراء كروية الشكل، وليس على شكلها الطبيعي (أقراص مقعّرة السطحين) مما يضعف وظيفة كرات الدم الحمراء فيعمل الطحال على تكسيرها وخروجها من الدورة الدموية، وتظهر الأعراض في أي عمر على شكل اصفرار بياض العينين والجلد، وقد تحتاج بعض الحالات لاستئصال الطحال كعلاج.
2. كثرة الكريات الحمر البيضاوية الوراثي 
وفيه يتم إنتاج كرات دم حمراء بيضاوية الشكل، وليس على شكلها الطبيعي (أقراص مقعّرة السطحين) مما يضعف وظيفة كرات الدم الحمراء فيعمل الطحال على تكسيرها وخروجها من الدورة الدموية، وفي أغلب الحالات لا تظهر على المريض أي أعراض أو أعراض طفيفة جدًا ومبهمة وقد تحتاج بعض الحالات لاستئصال الطحال كعلاج.
3. الثلاسيميا

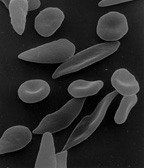
كريات دم حمراء مصابة بفقر الدم المنجلي

وفيه يحدث خلل في تصنيع الهيموجلوبين داخل كرات الدم الحمراء فتقل قدرتها على نقل الأكسجين فيعمل الطحال على تكسيرها وخروجها من الدورة الدموية وتظهر أعراض الثلاسيميا على الطفل المصاب وهي أعراض فقر الدم ابتداء من عمر 3-6 أشهر حيث يصاب بالشحوب والإصفرار ,الاستفراغ والقيء,الإسهال ,التعرض المتكرر للالتهابات، وتضخم واضح في الطحال والبطن ويخضع المريض لنقل الدم بشكل متكرر لعلاج فقر الدم.
4. فقر الدم المنجلي
وفيه يحدث خلل في تصنيع الهيموجلوبين داخل كرات الدم الحمراء فتقل قدرتها على نقل الأكسجين وتصبح غير طبيعية الشكل فتأخذ شكل المنجل وبذلك تفقد انسيابيتها خلال مرورها في الأوعية الدموية الدقيقة مما يسبب انسداد هذه الأوعية فتسبب آلاما مبرحه في اجزاء مختلفة من الجسم. وتظهر على المريض أعراض الإرهاق والاصفرار و تضخم وقصور في الطحال، ضعف المناعة، تلف مع خشونة في مفصل الورك, جلطات المخ, تقرحات قدمية مزمنة، واعتلال شبكية العين. ويعالج المريض بنقل الدم المتكرر وأدوية للوقاية من تكون الجلطات.
5. انحلال الدم الفولي (فوال) 
وفيه يحدث خلل أوعدم تصنيع انزيم (سداسي فوسفات الجلوكوز النازع للهيدروجين) داخل كرات الدم الحمراء مما يؤدي إلى تكسّر شديد لكرات الدم الحمراء عقب الإصابة بالعدوى أو التعرض لأدوية أو كيماويات معينة أو لدى التعرض للفول إما عن طريق تناوله أو تناول الأطعمة المحتوية عليه. وتظهر أعراض فقر الدم على شكل نوبات من الألم في البطن والظهر وخروج بول دموي وشحوب واصفرار ويعالج المريض بتناول مكملات حمض الفوليك، ومكملات الحديد ونقل أو تغيير الدم في الحالات الشديدة وتجنب تناول الفول أو تعاطي مجموعة محددة من الأدوية.
6. نقص البيروفات كايناز
وفيه يحدث عدم تصنيع انزيم (بيروفيت كينيز) داخل كرات الدم الحمراء مما يؤدي إلى تكسّر شديد لكرات الدم الحمراء. وتظهر الأعراض على شكل فقر دم شديد بعد الولادة أو فقر دم طفيف جدا لا يكتشف قبل الكهولة. ويعالج المواليد المصابين بفقر الدم الانحلالي بسبب نقص انزيم (بيروفيت كينيز) بتبديل الدم للتخلص من البيليروبين الزائد والناتج عن تفتت كرات الدم الحمراء ثم بعمليات نقل الدم المتكررة حسب اللزوم.

### فقر الدم الانحلالي المكتسب
وفيح يحدث تكسّر لكرات الدم الحمراء الطبيعية والسليمة نتيجة التعرض لعوامل خارجية أو الإصابة بأمراض معينة ومن أمثلة ذلك :
1. فقر الدم الانحلالي بالمناعة الذاتية 
وفيه تقوم أجسام مضادة موجودة داخل جسم المريض بمهاجمة كرات الدم الحمراء الخاصة بالمريض نفسه وتكسيرها لسبب غير معروف وتزيد احتمالية الإصابة بفقر الدم الانحلالي بالمناعة الذاتية بعد الإصابة بفيروس إبشتاين-بار أو فيروس مضخم للخلايا أو فيروس نقص المناعة المكتسبة أو الالتهابات الكبدية وبعد عمليات زرع نخاع العظام وعمليات زرع الخلايا الجذعية.
ويحدث فقر الدم الانحلالي كأحد أعراض بعض أمراض مناعية ذاتية خاصة مرض الذئبة الحمراء الجهازية والتهاب المفاصل الرثاوي (الروماتويدي)
2. فقر الدم الانحلالي بالمناعة المتباينة
وفيه تقوم أجسام مضادة موجودة داخل جسم المريض بمهاجمة كرات الدم الحمراء المنقولة للمريض من شخص آخر غير متوافق معه في زمرة الدم وامثلة ذلك:
- أمراض انحلال الدم لدى حديثي الولادة (نتيجة انتقال جزء من دم الأم إلى الجنين الغير متوافق معها في زمرة الدم أو في عامل ريسس)
- انحلال الدم لدى المتلقي عقب نقل الدم من متبرع غير متوافق معه في زمرة الدم أو في عامل ريسس وتسمى أيضًا (تفاعلات نقل الدم الانحلالية) وتظهر الأعراض خلال عملية نقل الدم أوبعدها بدقائق وتشمل إحساس بالحرقان على طول الوريد الذي يـُنقل فيه الدم، واحمرار بالوجه وألم شديد في البطن والصدر، وارتفاع في درجة الحرارة.[12]

| المتلقي | المتبرع | المتبرع | المتبرع | المتبرع | المتبرع | المتبرع | المتبرع | المتبرع |
| المتلقي | O−      | O+      | A−      | A+      | B−      | B+      | AB−     | AB+     |
| ------- | ------- | ------- | ------- | ------- | ------- | ------- | ------- | ------- |
| O−      |         |         |         |         |         |         |         |         |
| O+      |         |         |         |         |         |         |         |         |
| A−      |         |         |         |         |         |         |         |         |
| A+      |         |         |         |         |         |         |         |         |
| B−      |         |         |         |         |         |         |         |         |
| B+      |         |         |         |         |         |         |         |         |
| AB−     |         |         |         |         |         |         |         |         |
| AB+     |         |         |         |         |         |         |         |         |

3. فقر الدم الانحلالي نتيجة التعرض للعقاقير
وهو تكسّر كرات الدم الحمراء نتيجة التعرض لأنواع معينة من العقاقير منها البنسلين, العقاقير المضادة للملاريا, العقاقير المضادة للالتهابات، عقاقير العلاج الكيميائي, الباراسيتامول.
4. فقر الدم الانحلالي الميكانيكي
وفيه يحدث انفجار في كريات الدم الحمراء نتيجة الحركات الميكانيكية المتكررة كالمشي والجري (أنيميا الماراثون) , ويحدث أيضًا نتيجة التلف الميكانيكي الذي يصب الشعيرات الدموية الدقيقة وكرات الدم الحمراء بعد عمليات زراعة صمامات القلب الصناعية.
5. البيلة الهيموغلوبينية الانتيابية الليلية
وهو مرض نادر، ينتج عنه تكسير كرات الدم الحمراء داخل الاوعية الدموية، فيؤدي ذلك إلى ظهور الهيموجلوبين في البول وتجلط الدم.
6. فرط عمل الطحال
حيث يعمل على تكسير وتفتيت كرات الدم الحمراء بمعدلات أعلى من الطبيعي
7. أسباب أخرى
قد يحدث فقر الدم الانحلالي نتيجة تعفن الدم أو الإصابة بداء الملاريا أو حمى الأورايا.أو كنتيجة للتعرض للإشعاعات والحروق.

## معدلات الانتشار

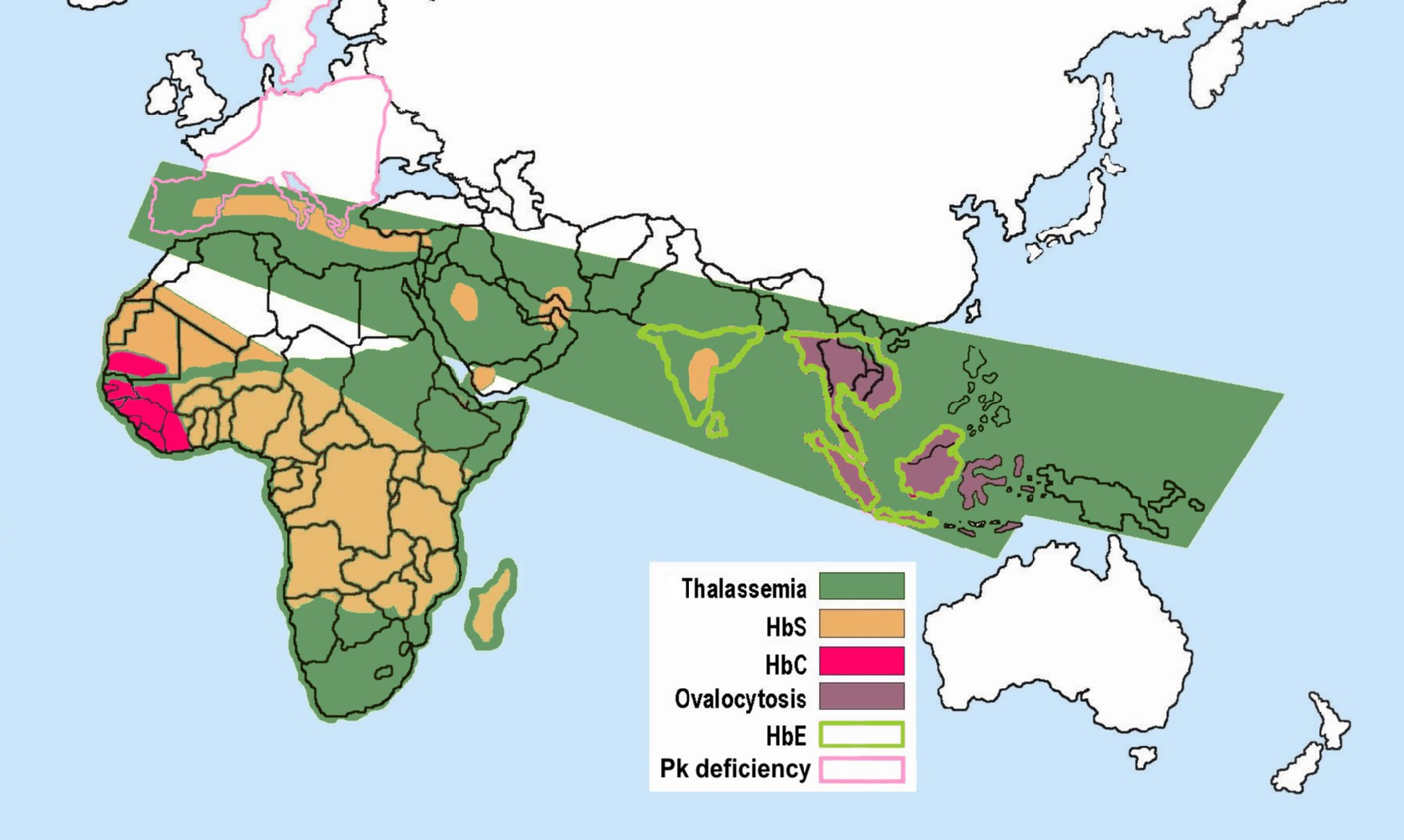
خريطة توضح أماكن انتشار اختلالات كرات الدم الحمراء: اللون الأخضر يشير إلى الثلاسيميا, اللون الأصفر يشير إلى فقر الدم المنجلي, اللون البنفسجي يشير إلى كثرة الكريات الحمر البيضاوية الوراثية, الإطار الوردي الباهت يشير إلى نقص انزيم (بيروفيت كينيز)

يمثل فقر الدم الانحلالي 5% من كل حالات فقر الدم، ويعد فقر الدم الانحلالي بالمناعة الذاتية نادرًا إلى حد ما وتصل معدلات الإصابة به إلى 1-3 أفراد لكل 100.000.

## الأعراض
تتوقف أعراض فقر الدم الانحلالي على سبب حدوثه، وتتباين شدة الاعراض من حالة لأخرى وقد لا تظهر أية أعراض على المريض في الحالات البسيطة. وبشكل عام يشترك فقر الدم الانحلالي مع كل أنواع فقر الدم في أعراض عامة وهي:
- الإجهاد
- صعوبة التنفس وآلام بالصدر
- الشحوب
- اليرقان وهو اصطباغ ملتحمة العين والجلد باللون الأصفر الناتج عن تكسّر كرات الدم الحمراء وانطلاق مادة الهيموجلوبين في الدم والتي تتحول سريعاً إلى مادة البيليروبين صفراء اللون ويؤدي ذلك أيضًا إلى تحول لون البول إلى الأصفر الداكن أو البني.
- برودة الأطراف
- صداع ودوار وعدم قدرة على التركيز
- عدم انتظام ضربات القلب أو فشل القلب

## العلاج
يتوقف علاج حالات فقر الدم الانحلالي على سبب وشدة الحالة وعمر المريض وتاريخه المرضي ومدى تطور الحالة. ويمكن التعافي تمامًا من فقر الدم الانحلالي المكتسب في بعض الحالات التي يمكن فيها السيطرة على السبب، أما في حالات فقر الدم الانحلالي الوراثي فإن المرض يستمر مع المريض طوال حياته ويستلزم الرعاية الطبية المستمرة.
ويهدف العلاج بوجه عام إلى:
- تقليل أو إيقاف تكسّر كرات الدم الحمراء
- رفع عدد كرات الدم الحمراء إلى الحد المناسب
- علاج سبب الحالة إن أمكن

ويشتمل العلاج على:

### نقل الدم
ويلجأ إليه في حالات فقر الدم التي تهدد حياة المريض. ولابد من إجراء اختبارات التوافق اللازمة بين المريض (المتلقي) والمتبرع. وفي حالات فقر الدم الانحلالي المزمنة والتي تتطلب نقل الدم بشكل مستمر كالثلاسيميا وفقر الدم المنجلي ترتفع معدلات الحديد بالدم مما ينتج عنه مضاعفات عديدة، ويستلزم ذلك متابعة مستمرة لمستوى الحديد بدم المريض.

### العقاقير[17]
1. الكورتيزونوتستخدم في حالات فقر الدم الانحلالي بالمناعة الذاتية، حيث يعمل الكورتيزون على إيقاف جهاز المناعة عن تكوين الأجسام مضادة التي تعمل على تكسير كرات الدم الحمراء.
2. ريتوكسيماباثبتت دراسات حديثة أن إضافة عقار ريتوكسيماب إلى الكورتيزون في علاج حالات فقر الدم الانحلالي بالمناعة الذاتية لمدة 12 شهرًا أعطى نتائج مُرضِية في 75% من المرضى.
3. حمض الفوليكيتم استهلاك كميات كبيرة من حمض الفوليك ضمن عملية تكوين كريات الدم الحمراء في نخاع العظام بشكل متسارع لتعويض النقص الناتج عن تكسّرهاوانحلالها، فيُعطى حمض الفوليك للمريض لتجنب لحدوث نقص فيه.
4. العلاج بالإريثروبويتين وهو هرمون يتحكَم في عملية تكوين كرات الدم الحمراء ويهدف العلاج به إلى تقليل اللجوء إلى عمليات نقل الدم، وقد ثبتت فاعليته بنتائج متفاوتة خصوصًا في حالات :
- الأطفال المصابين بفشل كلوي
- فقر الدم الانحلالي المناعي المصحوب بانخفاض معدلات تكوين كرات الدم الحمراء في نخاع العظام
- فقر الدم المنجلي المصحوب بفشل كلوي
- الأطفال المصابين بكثرة الكريات الحمر الكروية الوراثي

ولا يزال العلاج بالإريثروبويتين محل دراسة للتأكد من أفضليته على نقل الدم وذلك بسبب ظهور أعراض جانبية خطيرة نتيجة استخدامه.

### استئصال الطحال[19]
ويعد العلاج الأول في بعض حالات فقر الدم الانحلالي مثل كثرة الكريات الحمر الكروية, كما يتم اللجوء إليه في حالات فقر الدم الانحلالي المناعي عند فشل العلاجات السابقة.ولابد من تطعيم المريض ضد أنواع العدوى التي تحدث بشكل متزايد وخطير بعد عملية استئصال الطحال نتيجة اختلال المناعة.